# 조민수 (바둑 기사)
조민수(趙敏洙, 1961년 3월 13일 ~ )은 대한민국의 아마추어 바둑 기사 7단이다.

## 약력
- 1994년 12회 아마대왕전 우승
- 1995년 학초배 우승
- 1996년 전국아마10강전 우승